# London Boys
London Boys var en tysk discogrupp bildad 1986 i Hamburg. Gruppen bestod av sångarna Edem Ephraim och Dennis Fuller. Gruppen är mest känd för låtarna London Nights och Requiem som blev stora hits över hela Europa. När de uppträdde brukade de ofta ha avancerade dansnummer.
Den 21 januari 1996 omkom båda gruppens medlemmar i en bilolycka i Österrike.